# Epic Mickey - La leggendaria sfida di Topolino
Epic Mickey - La leggendaria sfida di Topolino (Epic Mickey) è un videogioco con protagonista Topolino disegnato da Warren Spector e sviluppato dalla Junction Point Studios in esclusiva per console Wii utilizzando la nuova tecnologia, il motore Gamebryo 2.6.
Epic Mickey fa parte di un tentativo della Disney  di rilanciare il personaggio di Topolino, allontanandolo dalla sua consueta immagine allegra e tranquillizzante, e presentando un lato più oscuro della sua personalità. Spector ha collaborato con la Walt Disney Animation Studios e la Pixar per questo progetto.
L'edizione di novembre della rivista Game Informer ha confermato l'esistenza di Epic Mickey, che è stato ufficialmente annunciato il 28 ottobre 2009 a Londra.
Il videogioco è stato pubblicato il 25 novembre 2010 in Europa (il 26 nel Regno Unito) ed il 30 novembre in America del nord, anche se alcune copie erano trapelate attraverso il gruppo warez alcune settimane prima della sua pubblicazione.
Originariamente doveva uscire anche su PlayStation 3 e Xbox 360, ma tali versioni non furono mai prodotte.
Il 21 febbraio 2024, durante un "Nintendo Direct Partner Showcase", è stato annunciato un remake del gioco, intitolato Epic Mickey: Rebrushed e rilasciato per Nintendo Switch, Microsoft Windows, PlayStation 5, PlayStation 4, Xbox One e Xbox Series X/S il 24 settembre 2024.

## Trama
La storia inizia con il caro Topolino, che dopo aver letto il romanzo Attraverso lo specchio di Lewis Carroll, prova a fare la stessa cosa della protagonista Alice, passando attraverso il proprio specchio come nell'omonimo corto. Riuscendoci, entra in un altro mondo e vede di soppiatto che il grande mago Yen Sid (il suo freddo e severo maestro in Fantasia), sta ultimando il suo plastico dove abitano i personaggi dimenticati, Rifiutolandia. Soddisfatto dei suoi progressi, Yen Sid va dunque a riposarsi, lasciando sul tavolo pennello, pittura e solvente.
Senza farsi notare, Topolino prende il pennello tinto di pittura e fa una bravata che gli costerà cara: provando a fare una copia di sé stesso mescolando inchiostro e solvente, crea accidentalmente un mostro, l'Ombra di Macchia Nera, che viene comunque scacciato grazie al solvente. Il rumore sveglia Yen Sid che accorre nel laboratorio, trovando però solo il suo lavoro rovinato dal solvente e dall'Ombra di Macchia Nera, frutto dell'ingenuità del "misterioso intruso".
Gli anni passano e l'evento viene scordato da Topolino, ormai diventato l'eroe di Walt Disney, il simbolo dei cartoni animati e così tanto amato dai bambini.
Un bel giorno di novembre (il 18), per qualche strana ragione, avviene un incontro non troppo piacevole: anticipando il suo arrivo, con delle gocce d'inchiostro che aumentano man mano di dimensione, il malvagio Macchia Nera rapisce il suo creatore e lo trasporta dentro Rifiutolandia. Dopo aver visto per la prima volta dopo tanto tempo Oswald il coniglio, suo fratello maggiore, e dopo aver scacciato il mostro d'inchiostro (assorbendo parte di esso e diventando di conseguenza d'inchiostro, senza tuttavia alcun effetto negativo) e lo "Scienziato Pazzo", suo scagnozzo, conosce il primo dei tanti personaggi che incontrerà nel suo cammino verso il mondo esterno: si tratta di Gus, un gremlin a capo di una piccola comunità di questi esseri protagonisti di un film che però non venne mai fatto.
I due amici passano attraverso il "Mondo Piccolo", affrontano la sua torre dell'orologio (corrotta dal solvente) e incontrano la prima delle numerose incarnazioni di Pietro Gambadilegno. Qui Topolino trova molti amici che aveva scordato (come Clarabella e Orazio Cavezza). Dopo aver risolto qualche problema urbano, il nostro eroe si dirige verso la Montagna delle Topocianfrusaglie, formata tutta, come dice il nome, da rifiuti che raffigurano e riguardano Topolino. Addentrandosi nella sede centrale di Oswald, riesce dopo tante sfide a raggiungerlo. Sebbene mostri immediatamente invidia nei suoi confronti, andando via, Oswald dice comunque a Topolino e Gus di raggiungerli a Tomorrow City, dove dovrebbe partire un razzo. Arrivati lì, vengono avvisati del fatto che il razzo è stato sabotato dallo Scienziato Pazzo, nascondendo tre parti nello Space Voyage in Avventurolandia e Paludolandia.
Dopo aver recuperato dopo tante lotte e tanti nemici i pezzi, Topolino si dirige di nuovo tra le "topocianfrusaglie", dove incontra per l'ultimo scontro con l'Ombra di Macchia Nera. Dopo averlo distrutto o reso amico, viene a conoscenza di una orribile verità: l'essere che aveva affrontato era solo l'ombra del mostro d'inchiostro, rinchiuso nella bottiglia di solvente che Topolino lasciò cadere anni prima. Proprio di quell'evento, Oswald sa infine la verità e infuriandosi per aver perso parte del suo mondo e la sua ragazza Ortensia (che si sacrificò pur di salvare i suoi bambini dalla nera minaccia), allenta inconsapevolmente il tappo, liberando il "vero" Macchia Nera. Topolino cede il suo cuore all'Ombra di Macchia Nera pur di liberare i suoi amici dalla sua presa e fa pace con suo fratello una volta per tutte. Dopodiché comincia a distruggere i tentacoli succhia-vernice nei mondi che aveva attraversato, finché non si dirige nuovamente verso Tomorrow City. Qui a Oswald viene un'idea: assieme a Topolino e Gus, si dirigerà col razzo verso "Macchia", nel tentativo di togliergli il cuore che gli dà così tanta forza.
Il piano fallisce miserabilmente e Topolino si ritrova nel Castello della Bella Ottenebrata, luogo dove ci entrò per la prima volta. Dopo aver ritrovato i suoi amici, decide assieme a loro di usare un'ultima possibilità per battere il grande nemico: lanciare dei fuochi d'artificio verso di lui per distruggerlo. Accade però che dopo aver attivato tutti i preparativi, il telecomando, così come Oswald e Gus, viene risucchiato e Topolino decide di entrare nel corpo della sua nemesi e liberare da solo il suo cuore. Affrontando numerosi personaggi corrotti dall'inchiostro, riesce nell'impresa, liberando di conseguenza anche i suoi amici. L'Ombra di Macchia Nera viene indebolita a tal punto da essere disintegrato all'istante dai fuochi d'artificio e l'esplosione che ne segue porta Topolino verso il mondo esterno.
Balzando fuori dal plastico viene scoperto da Yen Sid, restituisce quindi il pennello e viene cacciato dal laboratorio. Gli viene comunque concesso di vedere un'ultima volta i risultati delle sue imprese. A questo punto in base alle scelte del giocatore ci sono due finali:
- Finale Buono/Finale Pittura se il giocatore mediante Topolino segue la Via della Pittura: quando Yen Sid mostra a Topolino le sue imprese i risultati sono che il Piccolo Pietro sta aiutando i gremlin a ricostruire il mondo piccolo (per averlo aiutato portandogli il diario del capitano per scagionarlo di essere stato colpevole di un naufragio), Capitan Uncino Animatronico è felice di combattere ancora con Pietro Pan (per aver salvato da Uncino la fata di Pietro Pan, intrappolato in cima all'albero della nave, e quindi aver fatto in modo che Pietro Pan e Uncino combattessero ancora), Gambatronico si diverte con i gremlin sulla giostra dei razzi a Tomorrow City (per averlo fatto calmare e averlo redento con la Pittura), Pietro Gambadilegno dona agli abitanti di Male Street dei fuochi d'artificio per festeggiare (per aver svolto tutte le sue missioni, per aver redento il Piccolo Pietro e Gambatronico, per aver ritrovato il Colonnello Pietro e per aver salvato il folletto di Pietro Pan), la Torre è felice ed è diventata una giostra (per averla redenta e ridipinta tutta con la Pittura), Orazio viene premiato e acclamato per le sue abilità da investigatore (per averlo aiutato a risolvere tutti i suoi casi), Paperina Animatronica trova una maschera Tiki simile a Paperino Animatronico e la abbraccia amorevolmente (per aver ritrovato tutte le sue parti, se non trovate tutte sono acquistabili), Pippo Animatronico svolge il suo lavoro pulendo OsTown (per aver ritrovato tutti i suoi pezzi), Paperino Animatronico mentre stava parlando con un gremlin viene spaventato da Ian il fantasma (per aver trovato tutti i suoi pezzi).
- Finale Cattivo/Finale Solvente se il giocatore mediante Topolino segue la Via del Solvente: quando Yen Sid mostra a Topolino le sue imprese i risultati sono che il Piccolo Pietro sta seduto al Colosseo del mondo piccolo deluso perché nessuno si fida di lui e non può aiutare (per aver scambiato il diario del Piccolo Pietro a Gremlin Bennet  e non dimostrando che fosse innocente), l'uncino di Uncino Animatronico affonda (per non aver liberato la fata e averlo buttato fuori dalla nave sulla tavola), Gambatronico spaventa i gremlin di Tomorrow City (per non averlo calmato e avendolo sconfitto con il Solvente), Pietro Gambadilegno si arrabbia con gli abitanti di Male Street perché stanno festeggiando (per non aver svolto nessuna delle sue missioni, per non aver aiutato alcun Pietro e per non aver ritrovato il Colonnello Pietro) la Torre è semi-distrutta e la sua faccia è in una pozza di Solvente (per averla distrutta spruzzando Solvente sulle braccia e la testa della Torre), Orazio chiude la sua azienda investigativa (per non averlo aiutato a risolvere i casi), Paperina Animatronica è nel suo compartimento a Paludolandia in compagnia del pirata Ian (per non aver trovato tutte le sue parti), Pippo Animatronico è triste perché non può tenere in ordine OsTown (per non aver trovato tutte le sue parti), Paperino Animatronico è annoiato e la sua capsula viene attaccata da un Macchiaiolo senza successo (per non aver ritrovato tutti i suoi componenti).

### Epilogo
Dopo aver salutato per un'ultima volta Oswald e Ortensia, Yen Sid chiude il portale dello specchio, ma dopo aver fatto ciò, lo si sente dire di aver chiuso lo specchio per evitare che Topolino causasse altri danni, ma che in fondo, è Topolino. Quest'ultimo, quindi, si gira al giocatore e fa fuoriuscire dal dito delle gocce d'inchiostro, facendo intuire che è nuovamente fatto di esso e con la possibilità di raggiungere Rifiutolandia in futuro.

## Modalità di gioco
A seconda delle azioni svolte e delle scelte effettuate dal giocatore si otterranno diversi finali o si eviteranno scontri con boss, in un sistema di moralità simile a quello di videogiochi come Infamous, Spider-Man: Il regno delle ombre e Shadow the Hedgehog.
La caratteristica principale del gioco è il Pennello Magico. Topolino può difendersi dai nemici spruzzando dal Pennello Magico della Pittura, di colore blu con il potere di ridisegnare i cartoni sciolti e di rendere amichevoli i nemici, oppure del Solvente, di colore verde con il potere di cancellare ostacoli e nemici. Topolino può anche usare i Bozzetti Fatati, ossia speciali attacchi che permettono di far levitare gli oggetti, distruggere i nemici, rallentare il tempo o distrarre i nemici. I fluidi si ricaricano in automatico, ma lentamente, per questo è possibile caricarli al massimo raccogliendo dei power-up. Il personaggio può anche effettuare un doppio salto. Altra caratteristica utile sono dei biglietti-E, sparsi nei vari livelli, e raccogliendoli si possono usare per acquistare spille, concept art, ricariche di energia o vernice ecc.
Per muoversi da una zona all'altra di Rifiutolandia si dovranno superare delle sezioni a scorrimento orizzontale che ricalcano e omaggiano i vecchi cortometraggi di Topolino. Queste sezioni si affrontano entrando nei proiettori, durante queste fasi d'esplorazione si potranno collezionare le pizze dei film 2D.

## Stile del personaggio
Con l'avanzare del gioco Topolino subirà un cambiamento di aspetto in base alle proprie azioni.

### Topolino Desertificatore (Wastelander Mickey)
Stato iniziale di Topolino quando arriva a Rifiutolandia. I pantaloncini sono rosso veneziano, i guanti sono bianchi, le scarpe gialle. Avrà anche una posa leggermente restia. In questo modo entrambi i tipi di guardiani verranno richiamati senza preferenze; è possibile attirarne uno della Pittura tanto quanto uno del Solvente.

### Topolino Eroe (Hero Mickey)
Se Topolino svolge per intero le sidequest e usa molto più la pittura rispetto al solvente, i suoi pantaloncini diventeranno di un rosso più acceso del normale, i guanti e le scarpe dorati, avrà un aspetto più "solido" e tonico e i suoni di gioco saranno più vivaci. Aiuterà a ottenere il finale Pittura, sarà più facile richiamare i Guardiani della Pittura e tra l'altro i cittadini di Rifiutolandia (Oswald compreso) avranno più fiducia nel giocatore.

### Topolino Demolitore (Scrapper Mickey)
Se Topolino non completa le sidequest e usa maggiormente il solvente, i suoi pantaloncini diventano di un rosso opaco, i guanti grigi, le scarpe ocra, la musica si farà più cupa e il personaggio avrà un aspetto meno robusto e rassicurante, inoltre da lui si distaccheranno delle gocce di Pittura. Servirà a sbloccare il finale Solvente, sarà più facile richiamare i Guardiani del Solvente e i cittadini (Oswald compreso, che si arrabbierà nei suoi confronti) saranno terrorizzati dal personaggio.

## Accoglienza
Il gioco ha goduto di recensioni piuttosto altalenanti, per lo più positive. IGN ha dato al gioco il punteggio di 8.0, approvando la grafica, la storia, i personaggi e le visuali, disapprovando invece la videocamera, i controlli e la mancanza di doppiaggio (se non per le parti del mago Yen Sid).

## In altri media
Il videogioco ha goduto di un omonimo adattamento a fumetti, sceneggiato da Peter David e disegnato da Fabio Celoni e Paolo Mottura, pubblicato in Italia nel dicembre 2010.
Oltre al graphic novel, sono state realizzate altre sei storie di otto pagine ciascuna, scritte da Peter David e disegnate da Claudio Sciarrone, ambientate a Rifiutolandia, che ne fanno da prequel; sono state pubblicate prima in forma digitale, poi in parte in forma cartacea sul numero 2870 di Topolino e su uno Speciale Lucca Comics 2010.

## Sequel
Nel 2012 è stato creato un sequel del videogioco intitolato Epic Mickey 2: L'avventura di Topolino e Oswald. Questo videogioco vede il ritorno di Topolino e dell'amico appena conosciuto: Oswald.